# 卡罗利娜·韦斯特贝里
卡罗利娜·韦斯特贝里（瑞典語：Karolina Westberg，1978年5月16日—），瑞典女子足球运动员。她曾代表瑞典参加1999年、2003年和2007年国际足联女子世界杯。她也曾参加2000年和2004年夏季奥林匹克运动会。